# Reinard Fonoll
En Reinard Fonoll fou un mestre d'obres i escultor anglès del segle xiv.
Cap als anys trenta del segle xiv trobem documentada l'arribada a Catalunya de Reinard Fonoll, un artista d'Anglaterra que introduí el gòtic florit, però el seu estil innovador no tingué continuïtat. La seva aportació arquitectònica està força documentada, però la seva activitat escultòrica ha generat molta controvèrsia perquè només es basa en la recerca de les semblances en l'art anglès de l'època, com veiem en l'estudi de Josep Vives i Miret.

## Reial Monestir de Santa Maria de Santes Creus

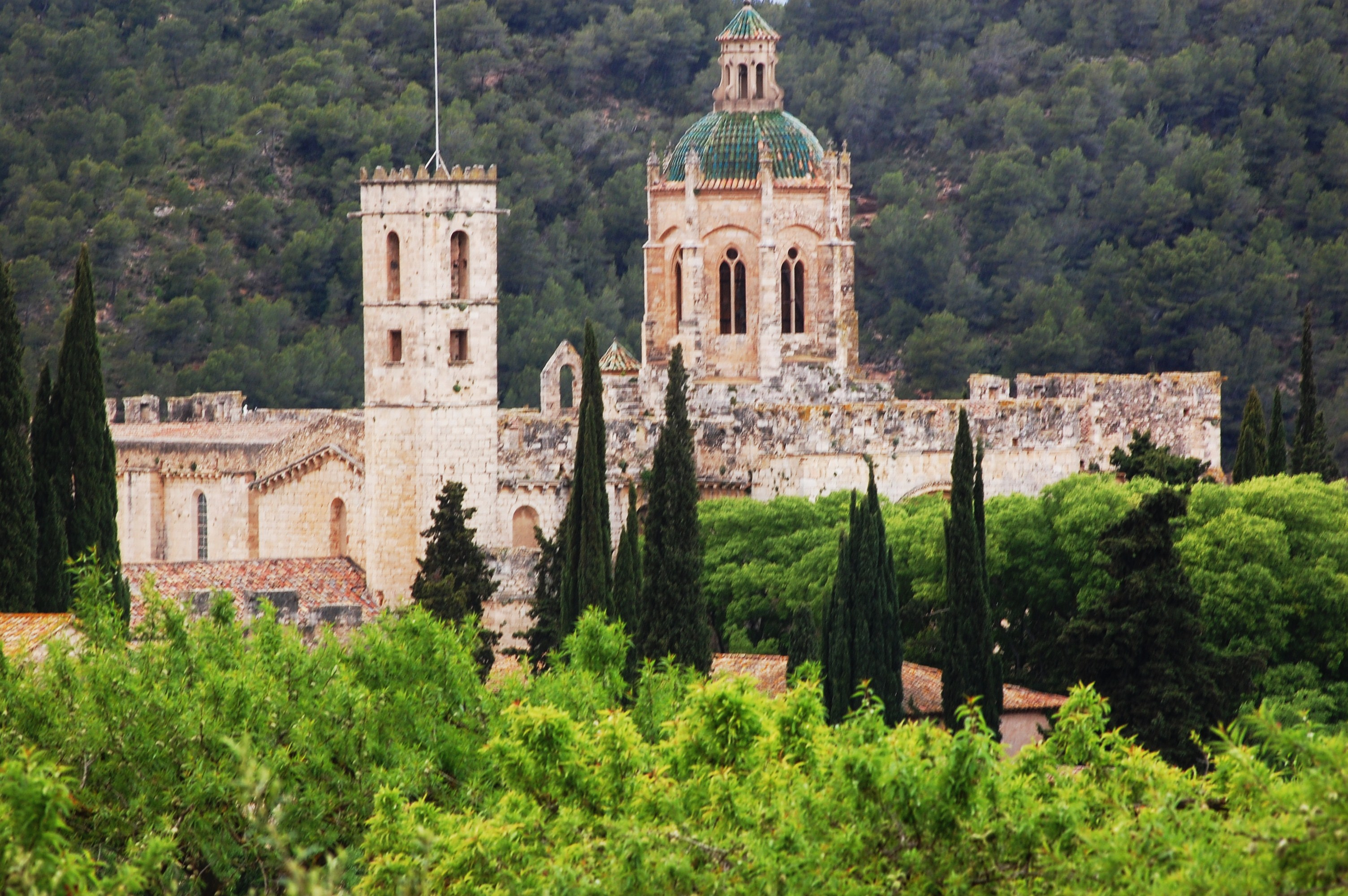
Vista exterior del Monestir de Santes Creus.

El 3 de febrer de 1332 es redactà el contracte entre el mestre d'obres Reinard Fonoll i l'abat del monestir de Santes Creus per les obres del claustre i del refetor. Reinard Fonoll hi intervingué entre el 1332 i el 1341, edificà una bona part del claustre amb uns finestrals de grans dimensions i, potser, les claraboies.

## Santa Maria de Montblanc
Entre 1351 i 1362 treballa a Santa Maria de Montblanc. Tot i que potser fou durant més temps. El que sí que està documentat és que entre el 1352 i 1362 fou nomenat "magister operis" de l'església Santa Maria de Montblanc.

## Catedral de Tarragona
El 1362 sembla que va passar a ser arquitecte de la Catedral de Tarragona i, segons les fonts, ho fou fins al 1373, però segurament més enllà i tot. La seva intervenció fou durant la segona reforma gòtica de la catedral. Va ser una reforma espectacular i innovadora.